# Epioblasma torulosa ssp. rangiana
Epioblasma torulosa ssp. rangiana је шкољка из реда Unionoida и фамилије Unionidae. 

## Угроженост
Ова врста је крајње угрожена и у великој опасности од изумирања.

## Распрострањење
Врста има станиште у Канади и Сједињеним Америчким Државама.

## Станиште
Станиште врсте су слатководна подручја. 